# William Strickland (4e baronnet)
Pour les articles homonymes, voir William Strickland (homonymie) et Strickland.
William Strickland (1686 - 1er septembre 1735) est un propriétaire terrien anglais et homme politique whig, qui siège à la Chambre des communes de 1708 à 1735. Il est ministre du gouvernement de Robert Walpole.

## Biographie

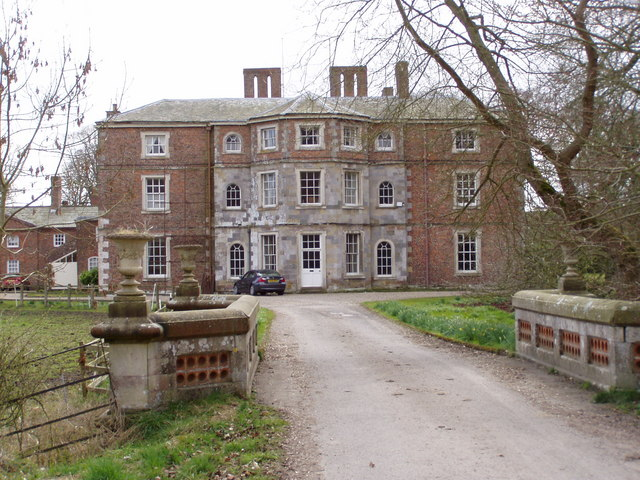
Boynton Hall - siège des baronnets Strickland

Il est le fils aîné de Sir William Strickland (3e baronnet) de Boynton, propriétaire foncier du Yorkshire et député, et de son épouse Elizabeth Palmes.
Lors des Élections générales britanniques de 1708, le père de Strickland, qui pendant quelques années est député de l'arrondissement local de Malton, est choisi comme député du Yorkshire - une circonscription beaucoup plus prestigieuse - et Strickland prend sa place pour représenter Malton. Dès le début, il est un Whig fidèle et est reconnu comme un orateur puissant .
Il reste député de Malton jusqu'en 1715, puis représente Carlisle de 1715 à 1722 et finalement Scarborough pendant les treize dernières années de sa vie .
Il hérite du titre de baronnet et de Boynton Hall près de Scarborough à la mort de son père en 1724. Il devient un ami de Robert Walpole et occupe une succession de postes subalternes. Il est Lord du Trésor de 1725 à 1727, et devient également Trésorier de la Maison de la Reine. En 1729, il préside une commission parlementaire sur la réforme de la profession juridique. En 1730, lorsque Walpole remanie son gouvernement et promeut Henry Pelham au poste de payeur général, Strickland est choisi pour prendre sa place comme secrétaire à la guerre (sans doute le poste ministériel le plus important en dehors du cabinet), et est nommé conseiller privé. Il occupe ce poste jusqu'à ce qu'il soit contraint à la retraite pour mauvaise santé en mai 1735.
Loin du Parlement, Sir William dépense une somme considérable pour des modifications ambitieuses à Boynton Hall, en demandant à Lord Burlington de concevoir une nouvelle façade et à William Kent de concevoir les intérieurs. Cependant, quand il revient de Londres pour voir le travail, il découvre à sa fureur que les constructeurs locaux n'ont pas suivi les instructions de Lord Burlington, et la maison reconstruite ressemble peu aux plans, en particulier ayant un "toit à l'ancienne" à la place du style palladien à la mode qu'il attendait.
Il est décédé le 1er septembre 1735 à Boynton. Il épouse Catherine Sambrooke, fille de Sir Jeremy Sambrooke, le 9 mars 1723. Ils ont un fils - George, qui lui succède comme baronnet - et une fille. Sa femme lui survit pendant plus de trente ans, décédée le 9 février 1767.